# Villiersia scutigera
Villiersia scutigera è una specie considerata nomen dubium, che apparteneva all'ex genere Villiersia ora considerato sinonimo del genere Onchidoris, appartenente alla famiglia Onchidorididae dei molluschi nudibranchia.